# Агатополь (фрегат, 1834)
«Агатополь» — вітрильний 60-гарматний фрегат Чорноморського флоту Російської імперії. Названий на згадку про захоплення російськими військами міста-фортеці Агатополь.

## Історія
Закладений у Миколаєві 6 вересня 1833 року, після спуску на воду 11 листопада 1834 року увійшов до складу Чорноморського флоту Російської імперії.
У квітні 1837 року брав участь у перекиданні 13-ї піхотної дивізії з Одеси до Севастополя. У складі ескадр віцеадмірала М. П. Лазарєва, контр-адмірала С. А. Есмонта і контр-адмірала С. П. Хрущова брав участь у створенні Кавказької укріпленої берегової лінії, висаджуючи десанти, що закріпилися на мисі Адлер, в гирлах річок Туапсе, Шапсухо, Субаші, Псезуапе та в Цемеській затоці.
У квітні 1840 року доставив із Севастополя поповнення для гарнізону Новоросійська. З 8 по 11 жовтня 1841 року, у складі ескадри контр-адмірала М. М. Станюковича, підтримував вогнем просування сухопутних військ під командуванням генерала І. Р. Анрепа від Адлера до Сочі. Фрегат йшов спільно з лінійним кораблем «Трьох Ієрархів» на буксирі у пароплавів «Могутній», «Молодець» і «Боєць». Судна рухалися попереду сухопутних військ на відстані близько кілометра від них. Коли на березі з'являвся великий завал, пароплави підводили близько до берега корабель і фрегат, які артилерійським вогнем руйнували завали і вибивали звідти противника. Після цього кораблі продовжували рух уперед.
У складі ескадр перебував у практичних плаваннях у Чорному морі в 1840, 1842, 1844—1848 роках.
У 1853 році був списаний і розібраний.

## Командири
- Н. Б. Ніконов (1835—1836);
- Є. В. Путятін (1837—1838);
- П. І. Касторф (1839);
- П. М. Юхарін (1840—1842);
- И. Г. Арищенко (1844—1845);
- Є. П. Манганарі (1846—1848).